# Forrest Gump (personaje)
Forrest Gump es un personaje ficticio que aparece por primera vez en la novela homónima de 1986 de Winston Groom. Forrest Gump también apareció en la pantalla en la película de 1994 del mismo nombre dirigida por Robert Zemeckis. Gump fue interpretado como niño por Michael Humphreys y como adulto por Tom Hanks, quien ganó un Oscar por el papel. La representación de Forrest en la novela es notablemente diferente de la interpretación en la película. Más tarde reaparece en la novela Gump and Co. de 1995. En 2008, Forrest Gump fue nombrado el mejor personaje #20 de películas de todos los tiempos por la revista Empire.

## Vida

### Primeros años
Gump nació cerca de la pequeña ciudad, Greenbow, Alabama, el 6 de junio de 1944 (el mismo día en que tuvo lugar el desembarco de Normandía). Su padre estuvo ausente durante su vida, su madre dijo que estaba "de vacaciones", pero en realidad este había muerto. Su madre lo llamó Forrest por Nathan Bedford Forrest, un destacado soldado confederado en la guerra de Secesión y el primer Gran Mago del Ku Klux Klan, que se supone que está relacionado con él. Ella quiso que su nombre sea un recordatorio de que "A veces, por muy inútil que seas, hay que recordar que también tienes cabida en el mundo."
Forrest nació con las piernas fuertes pero la columna vertebral torcida como un signo de interrogación. Se vio obligado a usar abrazaderas ortopédicas en las piernas, que hacían difícil caminar y casi imposible correr. También tenía un I.Q. relativamente bajo que casi le impedía ser aceptado en la escuela del pueblo. Por lo que su mamá tuvo que negociar con el director de la escuela para que este fuera aceptado. A pesar de sus problemas físicos y mentales, la mamá de Forrest le dijo que no dejase que nadie le dijera que él era diferente, diciéndole que "un tonto es el que hace tonterías."
Forrest y su madre vivían en una casa grande en las afueras de la ciudad de Greenbow, donde ganaban algo de dinero gracias al alquiler de habitaciones para hospedaje de los viajeros. En una ocasión entre sus hospedados se encontraba Elvis Presley. A Forrest le gusto bailar con la música de Elvis y su defecto en las piernas le dio un estilo de baile peculiar que inspiraría al joven Elvis en su baile de cadera de "arrastre del inútil".
En su primer viaje en autobús a la escuela, Forrest se sentó con Jenny Curran, quien fue la única niña que lo invito a sentarse en su asiento, luego de que los demás niños y niñas lo rechazarán por su extraña apariencia al caminar con sus abrazadores ortopédicas y enseguida se enamoró de ella, luego eran como pan y mantequilla. Forrest pensó "Nunca había visto nada tan hermoso en su vida", diría más tarde de ella. Los dos se hicieron buenos amigos, jugando a menudo en torno a un gran árbol cercano. Jenny era una de las pocas personas además de su madre en aceptar a Forrest como es. Sin embargo, la vida de Jenny en casa no era tan feliz como la de Forrest: su madre había muerto cuando ella tenía cinco años y su padre, era un alcohólico abusivo que abusó de sus hijos (hasta que a Jenny se la llevaron a vivir con su abuela), y la amistad de Forrest le ofreció una vía de escape.
Un día, un grupo de niños abusadores de la escuela estaba arrojando piedras a Forrest y persiguiéndolo en sus bicicletas. Jenny le dijo a Forrest que "Corre Forrest". Cuando Forrest luchaba para escapar corriendo, sus abrazaderas ortopédicas de las piernas se desarmaron completamente. Una vez que estuvo libre de ellas, Forrest fue capaz de correr y lo hizo muy rápido. Forrest nunca volvió a usar el arnés de sus piernas, y después de eso era capaz de correr por todo el mundo si lo deseaba.

### Colegio
Forrest y Jenny mantuvieron una estrecha amistad durante la escuela secundaria, aunque él seguía siendo un objetivo para los abusadores. Un día, mientras era perseguido por sus agresores, Jenny le dijo nuevamente ¨Corre Forrest" y este comenzó a huir corriendo por el centro del campo de futbol americano, interrumpiendo la práctica de la escuela secundaria local de fútbol americano corriendo por el campo más rápido que todos los jugadores. Esta hazaña llamó la atención del entrenador de fútbol americano del equipo de Alabama Crimson Tide, el legendario Paul W. Bryant (Bear Bryant), que andaba buscando nuevos jugadores de fútbol americano. Después de su increíble capacidad de ejecución, que impresionó tanto al entrenador, que lo incluyo en el equipo de secundaria, destacando por su rapidez en el campo, lo cual llevo luego a Forrest recibir una beca de fútbol americano de la Universidad de Alabama, donde su velocidad ayudó a ganar muchos juegos. Él más tarde fue llamado a la selección de los mejores jugadores universitarios "All-American" y llegó a reunirse con el Presidente John F. Kennedy en la Casa Blanca. Cuando el presidente le preguntó cómo se sentía, Forrest (después de haber bebido unas quince botellas de refresco Dr. Pepper, ya que estos eran gratis) dio una respuesta honesta: "Que tengo que hacer pis".
Forrest también estuvo presente en el incidente del 11 de junio de 1963 en la Universidad de Alabama cuando se abolió la segregación racial y observó al gobernador George Wallace, quien se oponía a la eliminación de la segregación. Mientras que varios ciudadanos abuchearon a los estudiantes negros que entran en el campus, Forrest, sin entender del todo la situación, simplemente se acercó a una mujer negra y le entregó un libro que ha caído, diciendo simplemente "¿Señora? Se le ha caído su libro ... ma 'yo?" antes de seguirla y los demás en la escuela.

### En el ejército
En su graduación de la universidad en 1967, Forrest fue abordado por un reclutador del ejército que le preguntó si había pensado en su futuro. Poco después, Forrest se uniría al Ejército de los Estados Unidos. En el autobús, Forrest se reunió Benjamin Buford Blue, un joven negro de Bayou La Batre, Alabama, que respondía al apodo de "Bubba". Bubba contó a Forrest sobre su historia familiar de pescar y cocinar las camarones durante varias generaciones y cómo había planeado comprar su propio barco camaronero después de salir del ejército. Bubba explica a Forrest que ama a todo tipo de camarones.
A Forrest le fue bien en el ejército, mientras seguía las órdenes y sin distracciones, por ejemplo, estableció un nuevo récord por realizar el montaje más rápido de su escuadrón, de su fusil M14 sorprendiendo a su sargento, quien con regularidad, lo identificaba como un ejemplo para los reclutas, quien le pregunto y le dijo "¿Gump porque armaste tan rápido tu fusil? y Forrest contesto "Porque usted lo ordeno mi sargento" el le contesto Gump tu eres un genio y vas a llegar a ser general ahora desármalo y vuelve a comenzar. Mientras tanto, Jenny había sido expulsado de la universidad por llevar su suéter de la escuela al posar en unas fotografías para la revista Playboy y había conseguido trabajo cantando desnuda en un club de prostitutas en Memphis, Tennessee. Forrest fue a visitarla una noche y golpeó a algunos clientes que la estaban acosando. Forrest le dice a Jenny que él la ama, pero las respuesta de Jenny fue "Tu no sabes lo qué es el amor Forrest." Jenny está enojada, pero más tarde se preocuparía cuando él le dice que se va a Vietnam. Jenny le dice que no intente ser valiente, si estaba en problemas que solo corra lejos en ese lugar y el le dice que le escribirá seguido.

### WashingtonD.C.
Más tarde Forrest recibe la Medalla de Honor por su valentía en Vietnam al rescatar y salvarle la vida a su teniente Dan Taylor y a varios de sus compañeros soldados, luego de ser emboscados en la selva por el Vietcong y participar en una batalla, entre ellos su mejor amigo Bubba quien fue el último que logró rescatar, quien lastimosamente fue gravemente herido y muere en sus brazos luego de que lo saco de la zona de batalla la cual fue incendiada con napalm.
Durante el rescate de sus compañeros Forrest fue herido por una bala directamente en uno de sus glúteos y es hospitalizado para su recuperación, durante la cual tuvo como vecino en la cama contigua al teniente Dan Taylor, quien perdió ambas piernas durante el ataca, este entra en depresión y le reclama a Forrest por haberlo rescatado y no haber dejado morir en el campo de batalla con honor, como muchos de sus familiares que habían peleado y fallecido en todas y cada una de las guerras norteamericanas. 
Durante su hospitalización Forrest aprendió a jugar al ping pong, resultando ser un verdadero prodigio para este deporte al grado que se convierte en un verdadero experto y el ejército lo asigna en una misión de realizar exhibiciones para los veteranos de guerra heridos por todo el país, se vuelve tan bueno que también fue seleccionado para la selección nacional de estados unidos la cual fue enviada a participar en un torneo en China. 
Cuando se le entrega la Medalla de Honor; el presidente Lyndon B. Johnson preguntó dónde fue herido y le susurra en su oído que le gustaría verlo, por lo que Forrest, a pesar de saber que había gente mirando, se baja los pantalones allí mismo para mostrarle la cicatriz. Una vez que lo hace frente a todos, Johnson simplemente sonríe y se aleja.
Poco después, Forrest salió de paseo por Washington (D. C.) y sin querer se encontró entre un grupo de veteranos de guerra que asisten a la manifestación del 21 de octubre de 1967 contra la guerra de Vietnam liderada por el activista Abbie Hoffman. Durante la manifestación, se reúne con Jenny, quién se había convertido en una hippie. Los dos acuden a una reunión organizada por el Partido Pantera Negra, donde Jenny es golpeada por su novio después de discutir. Ante esto, Forrest reacciona y golpea al novio de Jenny, tras lo cual ambos abandonan el lugar. Forrest y Jenny pasan juntos toda la noche, mientras que Jenny le cuenta a Forrest sus viajes. Por la mañana se despiden y Forrest le entrega a Jenny la Medalla de Honor que ganó en Vietnam.

### Capitán del barco camaronero
A su regreso, Forrest encuentra su casa llena de recuerdos de su fama como jugador de ping-pong en China. Ante la insistencia de su madre, Forrest hace un anuncio por 25.000 dólares promocionando una marca de paletas de ping-pong, y utiliza la mayor parte del dinero para viajar a la ciudad natal de Bubba, Bayou La Batre y comprar un barco. Cuando un pescador señaló que era mala suerte tener un barco sin nombre, Forrest solo piensa en un nombre: Jenny, "el nombre más bello en el mundo entero." Sin el conocimiento de Forrest, Jenny había descendido a una vida de drogas y promiscuidad sexual llegando al punto de pensar en el suicidio como la primera de las opciones.
Más tarde, Forrest es visitado por el teniente Dan, que, tal como dijo que haría en la víspera de Año Nuevo de 1971, llegaría a ser su primer oficial en el barco camaronero. Durante las primeras semanas no tuvieron suerte en la pesca. Sin embargo, las cosas cambian radicalmente cuando el área es golpeada por el huracán Carmen en septiembre de 1974. El barco de Forrest fue el único que logró mantenerse a flote y de esta forma establecieron un monopolio en la industria de camarones. Bajo el nombre de la empresa Bubba Gump Shrimp, pronto se hizo muy rico. Después de haber enfrentado a sus demonios durante la tormenta, el teniente Dan da las gracias a Forrest por haberle salvado la vida en Vietnam, y Forrest supone que Dan (sin llegar a decirlo) hizo las paces con Dios.

### De regreso a Alabama
Forrest volvió a su casa en septiembre de 1975 cuando se enteró de que su madre se estaba muriendo de cáncer. Después de su muerte, Forrest se queda y sale de su industria del camarón, dejándola en las manos del teniente Dan y se retira a cortar la hierba y el césped, ya que aparentemente disfruta de hacerlo. Mientras tanto, el teniente Dan participó en una inversión sustancial en lo que Forrest dice ser "una especie de compañía de la fruta." En realidad, la compañía fue el Apple Computers en ciernes, y se da a entender que su inversión en gran medida fue el pistoletazo de salida del aumento de Apple y su posterior éxito. Con el dinero que obtuvo de la inversión Forrest dona una parte para la renovación de la iglesia que frecuenta, el establecimiento de un centro médico para pescadores en la ciudad natal de Bubba y entregó a la familia de Bubba su parte de la inversión de dinero que es suficiente para que ellos nunca tengan que volver a trabajar.
Más tarde Jenny regresa a Greenbow y se muda con Forrest. Los dos pasan tiempo juntos y Forrest lo describe como "la época más feliz de mi vida." La noche del 4 de julio de 1976, Forrest le pide a Jenny que se case con él, pero ella lo rechaza diciendo: "No querrías casarte conmigo". Forrest responde con: "Yo no soy un hombre inteligente, pero sé lo que es el amor." Después de este intercambio, Jenny llega a la habitación de Forrest, le dice que ella lo ama, y los dos hacen el amor. Sin embargo, Jenny llama a un taxi desde muy temprano a la mañana siguiente y se va, dejando solo a Forrest de nuevo.

### Carrera
La soledad recién descubierta de Forrest le lleva a tomar una carrera "sin ninguna razón en particular". Al principio, él decide postularse a la final de la carretera, a continuación, en la ciudad, luego a través del condado, luego todo el camino hasta la frontera de Misisipi. Finalmente, se cruza el país varias veces en un lapso de tres años. Forrest atrae a los medios de comunicación, y con el tiempo, decenas de seguidores e inspirando a iniciar lo que sería la locura de correr de 1978-79. Durante la marcha, que inspira la frase "Shit happens" a un vendedor de etiquetas para parachoques después de caminar sobre una pila de excrementos de perro. También utiliza una camiseta amarilla que le proporcionó un diseñador para limpiar su cara después de haber sido salpicado por el barro. En el proceso, se forma el icono "cara sonriente", el logotipo y le dice al hombre que "tenga un buen día." Un día, mientras se ejecuta en el oeste de Estados Unidos, Forrest decide que está cansado y se detiene. De inmediato se da la vuelta y camina de regreso a Alabama. Sus seguidores están atónitos ante su repentina decisión. Mientras tanto, Jenny se ha tomado un trabajo como camarera en Savannah, Georgia y colecciona en un álbum los recortes de los diarios de la cobertura de noticias de la carrera de Forres.

### De vuelta al presente
De vuelta al presente (el "presente" en la película de ser alrededor de 1981, como se ve desde un coche y en un autobús, y las imágenes por televisión de intento de asesinato de Ronald Reagan), Forrest le dice a su último compañero en el banco, una mujer de edad avanzada, que ha recibido recientemente una carta de Jenny pidiéndole que viniera a verla. Cuando le dice el destino de Forrest, la anciana le informa de que está a sólo unas cuadras de distancia. Después de darle las gracias, Forrest va a pie hacia la casa de Jenny.
Forrest y Jenny están felices de verse. Sin embargo, antes de que se puedan ponerse al corriente, Forrest conoce al hijo de Jenny, un chico joven y brillante que lo llamó Forrest igual que a su padre. Forrest en un principio piensa que ella conoció a otro hombre llamado Forrest, hasta que ella explica: "Tú eres su papá, Forrest." Él pregunta temeroso sobre la poca inteligencia de Forrest pero Jenny afirma rápidamente que él es completamente normal. Forrest se entera de que Jenny está enferma de un virus desconocido (el autor específica que tenía Hepatitis tipo C), que no tiene cura conocida. Él invita a Jenny y a Forrest a volver a casa y permanecer juntos. Ella le pide casarse con él y él acepta.
La boda de Forrest y Jenny es una ceremonia tranquila, íntima sólo asistieron un puñado de familiares y amigos. Entre los asistentes está el teniente Dan, quien tiene prótesis de piernas de titanio, con su novia Susan de origen vietnamita. Es la única vez que Jenny y Dan se encuentran. Forrest, Jenny y el pequeño Forrest tienen un año juntos como familia antes de que Jenny muera el sábado 22 de marzo de 1982 (que en realidad era un lunes). Forrest la entierra bajo el árbol donde jugaban cuando eran niños, y luego compra la casa de su infancia (donde su padre le había maltratado) y la destruye. A pesar de que echa de menos terriblemente a Jenny, Forrest se convierte en un buen padre del pequeño Forrest.
Visitando la tumba de Jenny, un día, reflexiona sobre la idea de la suerte y el destino, preguntándose si el teniente Dan estaba en lo cierto acerca de las personas que tengan su propio destino, o si su madre tenía razón acerca de la descripción de la vida como flotando por accidente como en una brisa. Forrest finalmente decide "tal vez es a la vez, tal vez ambas cosas están sucediendo al mismo tiempo." Él deja una carta del pequeño Forrest a Jenny y le dice "Si hay algo que necesitas, no voy a estar muy lejos."
A Forrest se lo ve por última vez frente a su casa, viendo al pequeño Forrest alejándose en el autobús a la escuela, le dice a su hijo que lo ama.

## Diferencias entre la novela y la película
La representación de Forrest en la novela original es muy diferente de la forma en que fue mostrado en la película:
- En el libro no existieron los soportes metálicos en las piernas de Forrest para enderezar su postura, además de que su madre nunca tuvo sexo con el director del colegio en el que quería ingresar a Forrest.
- En el libro Forrest nunca se casa con Jenny, cosa que sí hace en la película.
- En el libro Forrest conoce al teniente Dan en el hospital de Vietnam y a diferencia de la película, este no es un soldado profesional sino un médico reclutado, que no tiene ningún deseo de morir en combate y con un pensamiento más filosófico.
- En el libro ni la madre de Forrest ni Jenny mueren (recién lo hacen en el siguiente libro Gump & Co.), cosa que sí sucede en la película.
- En el libro Bubba es blanco y no se conocen al ser reclutados, sino que lo hacen en el equipo de fútbol americano de la Universidad de Alabama.
- En el libro hay muchas más aventuras vividas por Forrest, como por ejemplo, en un viaje a China le salva la vida a Mao Zedong, que se estaba ahogando en el río Yangtze.